# Svartvisslare
Svartvisslare (Melanorectes nigrescens) är en fågel i familjen visslare inom ordningen tättingar.

## Utseende och läte
Svartvisslaren är en medelstor fågel med krökt näbbspets. Hanen är helsvart, honan matt brun. Hanen liknar något papuasilkesstjärten, men har mer vågrät hållning och saknar denna arts platta huvud. Honan påminner om hona fackellövsalsfågeln, men är mindre med krökt näbb. Bland lätena hörs ett långsamt och stigande "pooiii!", ett snabbare "whip-whip-whip..." som ibland snabbas upp till en drill samt ett nedåtböjt och kraftfullt "tiiaoo!".

## Utbredning och systematik
Svartvisslare förekommer på Nya Guinea och delas in i sex underarter med följande utbredning:
- Melanorectes nigrescens nigrescens – norra Västpapua (bergen Arfak och Tamrau)
- Melanorectes nigrescens wandamensis – Wandammenhalvön
- Melanorectes nigrescens buergersi – bergen Sepik, Hindenburg och Hagen)
- Melanorectes nigrescens meeki – centrala Nya Guinea (bergen Weyland, Nassau och Snow)
- Melanorectes nigrescens harterti – nordöstra Nya Guinea (Saruwagedbergen på Huonhalvön)
- Melanorectes nigrescens schistaceus – berget Herzog och berg i sydöstra Nya Guinea

Underarten buergersi inkluderas ofta i meeki.

### Familjetillhörighet och släktskap
Svartvisslaren placerades tidigare i släktet Pitohui. Genetiska studier har dock visat att dessa inte alls är varandras närmaste släktingar och arterna har fördelats på tre familjer.

## Levnadssätt
Svartvisslaren hittas i bergsskogar. Den födosöker enstaka eller i par i skogens alla skikt på jakt efter insekter.

## Status
Arten har ett stort utbredningsområde och beståndet anses stabilt. Internationella naturvårdsunionen IUCN listar den därför som livskraftig (LC).